# Peltast
En peltast var en letbevæbnet thrakisk infanterist, men er især kendt fra det antikke Grækenland. Peltasterne havde navn efter deres lette læderskjolde (pelte), og de bar intet andet panser. Deres våben var små kastespyd og også sværd.
I de græske hære indgik peltasterne, bueskytter, slyngekastere og ryttere i de letbevæbnede tropper (gymnetaí), der supplerede de effektive, men tunge hoplitter og deres falanks.